# Robert Thirsk
Robert Brent Thirsk (* 17. srpna 1953 New Westminster, Britská Kolumbie, Kanada) je původně lékař, od prosince 1983 kanadský astronaut. Poprvé vzlétl do vesmíru v roce 1996 v raketoplánu Columbia a v roce 2009 se stal členem dlouhodobé posádky Mezinárodní vesmírné stanice (Expedice 20 a 21).

## Životní dráha

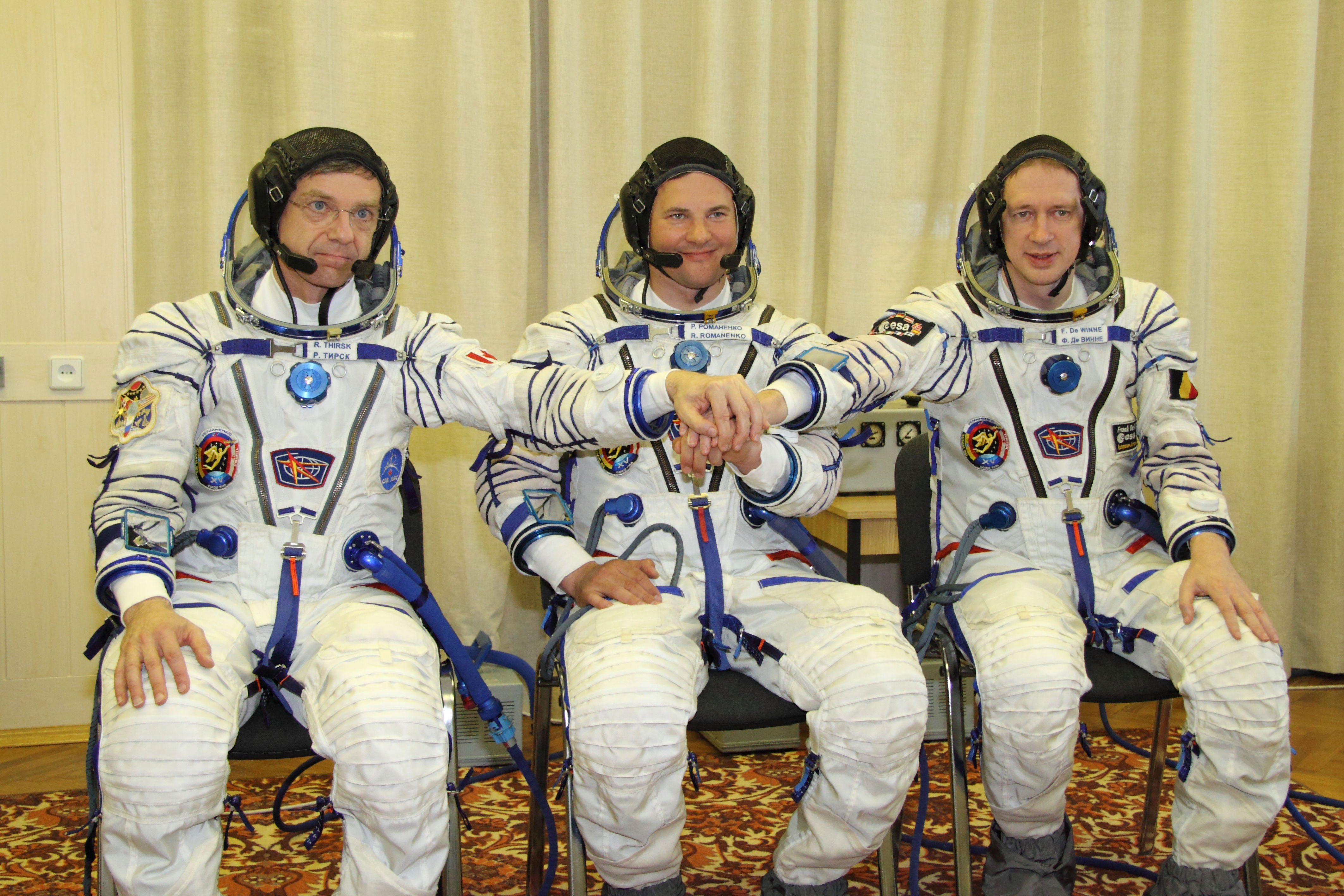
Posádka Sojuzu TMA-15 na kosmodromu Bajkonur v Kazachstánu, Bob Thirsk, Roman Romaněnko a Frank De Winne pózují fotografům 18. května 2009, když se připravují na kontrolu kosmické lodi Sojuz TMA-15, kterou vynesou na oběžnou dráhu.

### Studia
Po střední škole Robert Thirsk nastoupil na University of Calgary, hodnost bakaláře v oboru strojírenství (mechanical engineering) získal roku 1976, magistrem ve stejném oboru na Massachusettském technologickém institutu (MIT) se stal roku 1978. O čtyři roky později se stal tentokrát doktorem medicíny na McGill University. Po studiích krátce pracoval v montrealské nemocnici Queen Elizabeth Hospital.

### Astronaut
Přihlásil se do prvního kanadského náboru astronautů a od 5. prosince 1983 patřil mezi šestici prvních kanadských astronautů, začleněných pod Národní výzkumnou radu (NRC, National Research Council). Od roku 1989 oddíl kanadských astronautů funguje v rámci Kanadské kosmické agentury (CSA, Canadian Space Agency). Od února 1984 se, po jmenování náhradníkem Marca Garneaua pro let STS-41-G (mise proběhla v říjnu 1984), připravoval v Johnsonově vesmírném středisku v Houstonu.

#### První let
Poprvé odstartoval do vesmíru na palubě raketoplánu Columbia (let STS-78) 20. června 1996 ve funkci specialisty pro užitečné zatížení. Columbia přistála 7. července, v kosmu strávila 16 dní, 21 hodin a 48 minut.

#### Mezi lety
Roku 1998 získal titul MBA na Sloan School of Management při MIT.
V letech 1998–2000 absolvoval v Houstonu výcvik letového specialisty. Poté sloužil v houstonském středisku řízení letů na postu hlavního operátora (CapCom) pro spojení s posádkou ISS, resp. raketoplánů. V prosinci 2004 byl určen náhradníkem italského astronauta ESA Roberta Vittoriho pro let Sojuz TMA-6 (odstartoval v dubnu 2005), stal se tak prvním Kanaďanem s kvalifikací pro let lodí Sojuz. V srpnu 2006 byl určen do Expedice 16 na ISS, se startem v STS-123 a přistáním v STS-124, ale v únoru 2007 z posádky vypadl.

#### Druhý let
V srpnu 2007 byl zařazen do posádky Expedice 20. Dne 27. května 2009 odstartoval z kosmodromu Bajkonur v kosmické lodi Sojuz TMA-15. Spolu s ním byli na palubě belgický astronaut Frank De Winne (ESA) a ruský kosmonaut Roman Romaněnko – velitel lodi. Cílem letu byla Mezinárodní vesmírná stanice (ISS) u které Sojuz přistál 29. května 2009. Posádka Sojuzu TMA-15 rozšířila počet kosmonautů ISS na 6, Thirsk v dlouhodobé posádce Expedice 20 zaujal pozici palubního inženýra.. Od 11. října 2009 přešel ve stejné funkci do Expedice 21. Dne 1. prosince 2009 v Sojuzu TMA-15 přistál na Zemi a mise i pro Thirska úspěšně skončila.